# 塔克纳
塔克纳（西班牙語：Tacna）位于秘鲁南部，是塔克纳大区的首府。人口约10万，硝石战争后曾经被智利占领，1929年回归秘魯。